# 卡洛斯战争
卡洛斯战争（西班牙語：Guerras Carlistas）是19世纪于西班牙爆发的多次内战的总称，皆由卡洛斯党挑起，因而得名。卡洛斯党希望拥戴波旁王朝唐·卡洛斯王子支系为国王。
卡洛斯党缘起于1833年，西班牙国王斐迪南七世驾崩，因无男嗣而由长女伊莎贝拉即位；斐迪南七世之弟唐·卡洛斯王子依《萨利克继承法》反对伊莎贝拉即位，自称卡洛斯五世，和伊莎贝拉争夺王位。支持唐·卡洛斯即位者即被称为卡洛斯派。
1833年卡洛斯党的第一次叛乱称为第一次卡洛斯戰爭（1833年–1840年），持续七年，战场主要在加泰罗尼亚和巴斯克。支持卡洛斯党者主要为旧贵族和天主教教会保守派，主张恢复宗教裁判所；支持伊莎贝拉二世女王者主要是自由化贵族、自由主义者和立宪派。1839年卡洛斯派战败，签署《贝尔加拉协定》。
1846年，加泰罗尼亚的卡洛斯党起兵叛乱，奉蒙特莫林伯爵卡洛斯为国王。1849年被完全平定。伤亡人数介于3万至10万人，被称为第二次卡洛斯战争。
1868年，自由派军官发动政变推翻伊莎贝拉二世，摄政团选定萨伏依王朝的阿玛迪奥即位。1872年选举中，卡洛斯派参选人遭到不公待遇，马德里公爵卡洛斯决定起兵反抗。1876年兵败，此次战争称为第三次卡洛斯战争；不过由于1846年叛乱规模较小，此次战争也被部分史学家称为第二次卡洛斯战争。

## 延伸阅读
- Carr, Raymond. Spain, 1808-1975 (1982), pp 184–95
- Clarke, Henry Butler. . University Press. 1906  [2018-12-02]. ISBN 978-0-7222-2471-7. （原始内容存档于2019-06-10） （英语）.
- Holt, Edgar. The Carlist Wars in Spain (1967).
- Payne,  Stanley G. History of Spain and Portugal: v. 2 (1973) ch 19-21